# Malte au Concours Eurovision de la chanson 2025
 (avril 2025).
Motif : Cf. Discussion:France au Concours Eurovision de la chanson 2025/Admissibilité. Article construit avec des sources primaires ou non recevables (Eurovoix)
- Archive Wikiwix
- Bing
- Cairn
- DuckDuckGo
- E. Universalis
- Gallica
- Google
- G. Books
- G. News
- G. Scholar
- Persée
- Qwant
- (zh) Baidu
- (ru) Yandex
- (wd) trouver des œuvres sur Wikidata

| 1. | Préciser le motif de la pose du bandeau. | Précisez le motif de la pose du bandeau en utilisant la syntaxe suivante : {{admissibilité à vérifier\|date=mai 2025\|motif=remplacez ce texte par le motif}}                                                        |
| 2. | Informer les utilisateurs concernés.     | Pensez à avertir le créateur de l'article, par exemple, en insérant le code ci-dessous sur sa page de discussion : {{subst:avertissement admissibilité à vérifier\|Malte au Concours Eurovision de la chanson 2025}} |

Malte est l'un des trent-sept pays participants du Concours Eurovision de la chanson 2025, qui se tient du 13 au 17 mai 2025 à Bâle en Suisse.

Le pays est représenté par Miriana Conte, avec sa chanson Serving.

## Sélection
Le 6 mai 2024, Public Broadcasting Services (PBS) confirme la participation de Malte au Concours Eurovision de la chanson 2025. Le 21 octobre, il a été confirmé que le Malta Eurovision Song Contest (MESC) allait être utilisé pour sélectionner le représentant et sa chanson. C'est la douzième édition de cette présélection.

### Format
Le festival consiste en deux demi-finales, avec 12 participants chacune, diffusées les 4 et 6 février 2024, et une finale, avec les 16 concurrents restants, aura lieu le 8 février. Les résultats sont déterminés par un jury et par les votes du public maltais.

### Participants
La période de candidatures ouvre le 18 novembre 2024 et se clôture le 29 du même mois; les artistes intéressés ont eu la possibilité d'y soumettre une chanson inédite, à condition qu'ils soient citoyens maltais. Comme c'est le cas depuis 2022, une clause empêche Sarah Bonnici, gagnante de l'édition précédente et représentante du pays au Concours Eurovision de la chanson 2024, de participer, afin d'éviter que le même artiste soit choisi deux années consécutives,.

La liste des participants est annoncée le 12 décembre 2024, avec en parallèle de courts extraits de chaque chanson. Le 16 décembre, Alexandra Alden a été disqualifiée du concours, après qu'il a été découvert que sa chanson Magnolia était sortie avant la date prévue; elle a été remplacée plus tard par Dario Bezzina feat. Żeppi l-Muni avec la chanson Għażliet.
On retrouve parmi les candidats de cette édition Kurt Calleja, qui avait déjà représenté le pays au Concours Eurovision de la chanson 2012. Le trio JVF est composé, entre autres, de Jessika, qui a représenté Saint-Marin au Concours Eurovision de la chanson 2018, et de Fabrizio Faniello, qui a participé pour Malte en 2001 et 2006.
| Artiste                          | Titre                        | Langue           | Compositeurs                                                                                            |
| -------------------------------- | ---------------------------- | ---------------- | --- |
| Adria Twins                      | Qald ma' qalb                | Maltais          | Atticus Blue, Joe Julian Farrugia, Melanie Wehbe                                                        |
| Alexandra Alden                  | Magnolia                     | Anglais          | Alexandra Alden                                                                                         |
| Dario Bezzina feat. Żeppi l-Muni | Għażliet                     | Maltais          | Philip Vella                                                                                            |
| Dre' Curmi                       | Te amo                       | Anglais          | Dre' Curmi, Matt "Muxu" Mercieca, Soren Emil Lunoe Schiodt, Audun Agnar Guldbrandsen                    |
| Haley Azzopardi                  | Whistleblower                | Anglais, maltais | Benjamin Schmidt, Emil Calleja Bayliss, Haley Azzopardi, Siv von Bulow, Tom Hugo                        |
| Justine Shorfid                  | Still I Rise                 | Anglais          | Benjamin Alasu, Justine Shorfid, Mateus Augusto Da Silva, Sarah Evelyn Fullerton                        |
| JVF                              | Festa (No Time for Siesta)   | Maltais, anglais | Alexander Nyborg Olsson, Audun Agnar, Erba', Emil Calleja Bayliss, Leire Gotxe, Maria Abdilla, Tom Hugo |
| Kantera                          | Lalaratatakeke lalaratakabum | Maltais          | Linnea Deb, Kantera, Joe Julian Farrugia                                                                |
| Kelsey Bellante                  | 365                          | Anglais          | Andreas Stone Johansson, Audun Agnar, Kelsey Bellante, Sarah Evelyn                                     |
| Kelsy Attard                     | Love Me Loud                 | Anglais          | Dana Burkhard, Kelsy Attard, Matteo Depares, Patrik Jean                                                |
| Krista Šujak                     | Unheard                      | Anglais          | Dana Burkhard, Krista Šujak, Pelle Nylén, Tom Oehler                                                    |
| Kristy Spiteri                   | Heaven Sent                  | Anglais          | Linnea Deb, Tom Oehler, Kristy Spiteri, Teodora "Teya" Špirić                                           |
| Kurt Anthony Cassar              | Miegħek biss                 | Maltais          | Emil Calleja Bayliss, Enrico Palmesi, Gilbert Camilleri                                                 |
| Kurt Calleja                     | Aziz/a                       | Anglais, maltais | Edward Abela, Kurt Calleja                                                                              |
| Marie Claire                     | Wildflower                   | Anglais          | Christina Magrin, Itamar Lapidot, Marie Claire Cappello                                                 |
| Mark Anthony Bartolo             | Hideaway                     | Anglais          | Mark Anthony Bartolo                                                                                    |
| Martina Borg                     | Yo Listen                    | Anglais          | Christina Magrin, Martina Borg                                                                          |
| Matthew Cilia                    | Control                      | Anglais          | Andreas Lindberg, Marcus Winther-John, Matthew Cilia, Rasmus Olsen                                      |
| Miguel Bonello                   | Breaking the Cycle           | Anglais          | Miguel Bonello, Annemaríe Reynis, Ivo Blahunek, Håvard Haugland                                         |
| Miriana Conte                    | Kant                         | Anglais          | Benjamin Schmid, Matthew "Muxu" Mercieca, Miriana Conte, Sarah Evelyn Fullerton                         |
| Nathan Psaila                    | Concrete                     | Anglais          | Andreas Stone Johansson, Audun Agnar, Henrik Tala, Nathan Psaila                                        |
| Raquela Dalli                    | Silenced                     | Anglais          | Jean Paul Borg, Matteo Depares, Raquela Dalli                                                           |
| Stefan Galea                     | Lablab (Talk Talk)           | Anglais, maltais | Itamar Lapidot, Matthew Caruana, Silje Blandkjenn, Stefan Galea                                         |
| The Alchemists                   | Rubble & Stone               | Anglais          | Argyle Singh, Klinsmann Coleiro, The Alchemists, Rasmus Olsen                                           |
| Victoria Sciberras               | Juno                         | Anglais, maltais | Bas Wissink, Dave Hutchinson, Henk Pool, Mie Louise Nielsen, Niels Sakko, Victoria Sciberras            |

### Demi-finales
Les demi-finales ont lieu les 4 et 6 février 2025; douze chansons y participent, dont huit se qualifieront pour la finale.

#### Première demi-finale
La première demi-finale a eu lieu le 4 février 2025 au Malta Fairs and Conventions Centre à Ta' Qali . L'ordre de passage a été annoncé le 3 février 2025.
La soirée a compté parmi ses invités Adonxs, représentant la République tchèque au Concours Eurovision de la chanson 2025, où il a présenté en avant-première sa chanson Eurovision Kiss Kiss Goodbye, et Mihai, représentant la Roumanie au Concours Eurovision de la chanson 2006, qui a interprété Tornerò,.
| Ordre | Artiste            | Titre                      |   |                      |          |
| ----- | ------------------ | -------------------------- | - | -------------------- | -------- |
| Ordre | Artiste            | Titre                      | 1 | Mark Anthony Bartolo | Hideaway |
| 2     | Dre' Curmi         | Te amo                     |   |                      |          |
| 3     | Raquela Dalli      | Silenced                   |   |                      |          |
| 4     | Kristy Spiteri     | Heaven Sent                |   |                      |          |
| 5     | Matthew Cilia      | Control                    |   |                      |          |
| 6     | Marie Claire       | Wildflower                 |   |                      |          |
| 7     | Justine Shorfid    | Still I Rise               |   |                      |          |
| 8     | JVF                | Festa (No Time for Siesta) |   |                      |          |
| 9     | Adria Twins        | Qald ma' qalb              |   |                      |          |
| 10    | Haley Azzopardi    | Whistleblower              |   |                      |          |
| 11    | Victoria Sciberras | Juno                       |   |                      |          |
| 12    | Kurt Calleja       | Aziz/a                     |   |                      |          |

#### Seconde demi-finale
La deuxième demi-finale a eu lieu le 6 février 2025, toujours au Malta Fairs and Conventions Centre de Ta' Qali . L'ordre de passage a été annoncé le 5 février 2025.
Durant la soirée se sont produits comme invités Emmelie de Forest, gagnante du Concours Eurovision de la chanson 2013, qui a interprété Typical Love Song et Only Teardrops, Claudia Faniello, représentante du pays au Concours Eurovision de la chanson 2017, avec Pure, et Richard Edward, représentant l'île au Concours Eurovision de la chanson 2014 au sein du groupe Firelight, qui a chanté Finally.
| Ordre | Artiste                          | Titre                        |   |                 |     |
| ----- | -------------------------------- | ---------------------------- | - | --------------- | --- |
| Ordre | Artiste                          | Titre                        | 1 | Kelsey Bellante | 365 |
| 2     | Dario Bezzina feat. Żeppi l-Muni | Għażliet                     |   |                 |     |
| 3     | Kelsy Attard                     | Love Me Loud                 |   |                 |     |
| 4     | Miriana Conte                    | Kant                         |   |                 |     |
| 5     | The Alchemists                   | Rubble & Stone               |   |                 |     |
| 6     | Martina Borg                     | Yo Listen                    |   |                 |     |
| 7     | Nathan Psaila                    | Concrete                     |   |                 |     |
| 8     | Kurt Anthony Cassar              | Miegħek biss                 |   |                 |     |
| 9     | Kantera                          | Lalaratatakeke lalaratakabum |   |                 |     |
| 10    | Krista Šujak                     | Unheard                      |   |                 |     |
| 11    | Stefan Galea                     | Lablab (Talk Talk)           |   |                 |     |
| 12    | Miguel Bonello                   | Breaking the Cycle           |   |                 |     |

### Finale
La finale a lieu le 8 février 2025. L'ordre des représentations a été annoncé quelques heures avant l'événement.
La soirée a compté parmi les invités Alexander Rybak, vainqueur du Concours Eurovision de la chanson 2009, qui a interprété Fairytale, et Ramires Sciberras, représentant de l'île au Concours Eurovision de la chanson junior 2024, qui a chanté Stilla ċkejkna. Enfin, lors du décompte des votes, Sarah Bonnici, gagnante de l'édition précédente, s'est également produite, proposant un medley de sa discographie, dont Loop, la chanson avec laquelle elle a représenté le pays au Concours Eurovision de la chanson 2024.
| Ordre | Artiste                          | Titre                        | Score | Score    | Score | Place |
| Ordre | Artiste                          | Titre                        | Jury  | Télévote | Total | Place |
| ----- | -------------------------------- | ---------------------------- | ----- | -------- | ----- | ----- |
| 1     | Miriana Conte                    | Kant                         | 88    | 94       | 182   | 1     |
| 2     | Victoria Sciberras               | Juno                         | 74    | 40       | 114   | 4     |
| 3     | Dario Bezzina feat. Żeppi l-Muni | Għażliet                     | 10    | 62       | 72    | 6     |
| 4     | JVF                              | Festa (No Time for Siesta)   | 30    | 46       | 76    | 5     |
| 5     | The Alchemists                   | Rubble & Stone               | 30    | 11       | 41    | 9     |
| 6     | Krista Šujak                     | Unheard                      | 44    | 15       | 59    | 7     |
| 7     | Raquela Dalli                    | Silenced                     | 21    | 5        | 26    | 12    |
| 8     | Kantera                          | Lalaratatakeke lalaratakabum | 52    | 85       | 137   | 3     |
| 9     | Nathan Psaila                    | Concrete                     | 0     | 10       | 10    | 16    |
| 10    | Justine Shorfid                  | Still I Rise                 | 14    | 10       | 24    | 13    |
| 11    | Adria Twins                      | Qald ma' qalb                | 1     | 26       | 27    | 11    |
| 12    | Martina Borg                     | Yo Listen                    | 6     | 9        | 15    | 14    |
| 13    | Mark Anthony Bartolo             | Hideaway                     | 15    | 12       | 27    | 10    |
| 14    | Kurt Calleja                     | Aziz/a                       | 31    | 16       | 47    | 8     |
| 15    | Kristy Spiteri                   | Heaven Sent                  | 102   | 72       | 174   | 2     |
| 16    | Stefan Galea                     | Lablab (Talk Talk)           | 4     | 9        | 13    | 15    |

À l'issue des votes, c'est Miriana Conte qui l'emporte, avec sa chanson Kant, devenant ainsi la représentante de Malte au Concours Eurovision de la chanson 2025. Quelques semaines après sa victoire, la chanson est renommée Serving, et le mot "Kant" est retiré des paroles, à la demande de l'UER. 

## À l'Eurovision
Malte participe à la seconde moitié de la seconde demi-finale, le jeudi 15 mai 2025. Le pays parvient à se qualifier, et décroche en finale la 17ème place sur 26 participants, ayant obtenu 91 points. 